# NBA 2K9
NBA 2K9 es un videojuego de simulación de baloncesto desarrollado por Visual Concepts y publicado por 2K Sports. Es la décima entrega de la franquicia NBA 2K y la sucesora de NBA 2K8. Fue lanzado en 2008 para PlayStation 2, PlayStation 3, Xbox 360 y Microsoft Windows. Kevin Garnett de los Boston Celtics es el atleta de portada del juego. NBA 2K9 es el predecesor de NBA 2K10 en la serie NBA 2K.
Al igual que los juegos anteriores de la serie, NBA 2K9 simula la experiencia del deporte del baloncesto y, más específicamente, la National Basketball Association. Los jugadores juegan partidos de la NBA con cualquier equipo de su elección y pueden personalizar muchos aspectos diferentes para alterar el estilo de juego y la presentación general. Hay varios modos de juego para un solo jugador y multijugador, incluida la temporada, en línea y el juego rápido, así como la capacidad de crear nuevos equipos y jugadores.
NBA 2K9 recibió críticas positivas de los críticos tras su lanzamiento. La mayoría de los comentarios positivos se referían a la jugabilidad general y la presentación estética; algunos llamaron a NBA 2K9 el "mejor juego de baloncesto". Algunas críticas se dirigieron al juego por lo que algunos vieron como una falta de características nuevas. En julio de 2009, el juego había vendido más de 2 millones de copias.

## Jugabilidad
NBA 2K9 es un videojuego de simulación de baloncesto basado en la National Basketball Association. Al igual que los juegos anteriores de la serie, NBA 2K9 simula la experiencia del deporte del baloncesto y, más específicamente, la NBA. Los jugadores juegan partidos de la NBA con cualquier equipo de la vida real o personalizado, y pueden personalizar muchos aspectos, como los ángulos de cámara, la presentación de los jugadores, los niveles de sonido y el nivel de realismo. Hay varios modos de juego diferentes, como Association 2.0 (un modo de temporada), multijugador en línea 5 contra 5, minijuegos y juegos rápidos de diferentes niveles de competencia. Al igual que otros juegos de NBA 2K, NBA 2K9 se comercializa como tan realista como la NBA real, con todas las cosas que aparecen en los juegos de la NBA, como comentarios, espectáculos de medio tiempo, repeticiones, multitudes y movimiento de jugadores reales, entre muchas otras cosas. Otra característica muy promocionada antes del lanzamiento fueron las imágenes en HD del juego, que se dijo que se había "mejorado drásticamente". Kevin Harlan y Clark Kellogg son los comentaristas y Cheryl Miller es una reportera secundaria.

## Desarrollo
Kevin Garnett es el atleta de portada del juego. La banda sonora de NBA 2K9 consta de 24 canciones con licencia y una canción original.
El juego fue lanzado en todo el mundo en 2008 para PlayStation 2, PlayStation 3, Xbox 360 y Windows. NBA 2K9 es el primer juego de la serie NBA 2K que se lanza para PC.

## Banda sonora
- Beastie Boys - Root Down
- Blackwizard - Dem Not Ready fe We
- Blockhead - Duke of Hazard
- Remolachas Sangrientas - Mac Mac
- Dangerdoom - Sofá King
- Dawn Penn - No me amas (mezcla extendida)
- DJ Rasta Root - RootZilla Beez
- DJ UNK - In Yo Face
- Gnarls Barkley - Continuando
- Jamalski - That Undaground (Remix)
- Mochipet - Sharpdrest
- Mami y papi - bastante perdedor
- Money Mark - Masilla tonta
- NERD - Spaz
- Nickodemus - Funky en el medio
- Santigold - Creador ft. Switch, Freq Nasty
- Skeewiff - Enciende el fusible
- Spank Rock, Benny Blanco - Loose (Instrumental)
- Los nuevos Heavies - Jump N 'Move
- The Cool Kids - 2K Pennies
- The Heavy - Coleen
- The Limp Twins - Acercándose al sofá
- Los metros - Cissy Strut
- The Pharcyde - Pasando por mí
- Ursula 1000 - Step Back (Deekline & Ed Solo Remix)

## Recepción
NBA 2K9 recibió críticas "favorables" en todas las plataformas excepto la versión de PlayStation 2, que recibió críticas "promedio", según el sitio web de agregador de reseñas Metacritic. En Japón, Famitsu le dio una puntuación de tres sietes y uno seis para las versiones de PlayStation 3 y Xbox 360; y dos seises, uno siete y uno cinco para la versión de PlayStation 2.
David Ellis de 1UP.com elogió particularmente los aspectos de personalización de las versiones de PS3 y Xbox 360 y los niveles de realismo, pero no le gustó el esquema de control innecesariamente complicado. Ellis también habló positivamente de los modos en línea y la función Living Rosters. Ellis resumió su reseña afirmando: "El equipo NBA 2K9 ha refinado el juego del año pasado y ha agregado varias características nuevas que cambian la forma en que se juega al baloncesto de los videojuegos. Si bien no es perfecto, 2K9 ciertamente se encamina hacia otro título". Matt Bertz, de Game Informer, dijo que los conceptos de las mismas versiones de consola "continúan refinando [la serie] con el modo de franquicia más profundo de cualquier juego de deportes", calificó las animaciones de la multitud como "increíbles", le gustó al equipo de transmisión, felicitó la mayoría de los aspectos de los controles, y dijo que el juego es "el mejor juego de baloncesto para los aficionados al baloncesto". Bertz declaró: "Con sus animaciones realistas, controles sólidos y el modo de Asociación ambicioso, NBA 2K9 hace su título una vez más. Pero la competencia se está endureciendo, y el próximo año debe dar saltos significativos hacia adelante con el juego en línea y el juego de poste bajo. si 2K quiere hacer 10 seguidos ".
Aaron Thomas de GameSpot elogió las "listas vivientes", la "excelente" jugabilidad y la presentación de las versiones de PS3 y Xbox 360. Thomas dijo: "Es decepcionante que no haya más adiciones dignas de mención al juego de este año. Los rosters vivos y el juego cinco contra cinco son agradables, pero su atractivo es limitado. Dicho esto, hay muy poco que no me guste de NBA 2K9. Las animaciones de los jugadores son excepcionales, el modo Asociación es profundo, las opciones en línea son abundantes y la jugabilidad es excelente. Si eres un jugador de pelota, este es el juego para ti ". Nate Ahearn de IGN dijo sobre las versiones para PC, PS3 y Xbox 360: "NBA 2K9 es [un] juego de baloncesto para los puristas y tiene mucho para que disfruten los fanáticos del baloncesto. A un precio de 19,99 dólares, casi puedo perdonar la ausencia de multijugador, especialmente si se tiene en cuenta la cantidad de juego que queda por jugar. Hay curiosidades integradas para apaciguar a los fanáticos ocasionales, pero no hay duda de que con cosas como Bird Years abriéndose camino en el juego de este año, 2K9 es hecho para aficionados. Aún así, cualquiera que haya visto un juego profesional podrá encontrar las similitudes y los detalles finitos que hacen de NBA 2K9 el mejor juego de la ciudad ".
GameTrailers felicitó la presentación general de la versión de PS3, las animaciones de la multitud, la jugabilidad general y la CPU, pero no le gustó la falta de identidad del juego, los diseños del menú, los comentarios, los problemas técnicos en línea y la introducción de algunas características "tontas". La revisión decía: "La serie NBA 2K ha experimentado mejoras modestas desde NBA 2K7, principalmente debido al nivel de calidad alcanzado en una fase tan temprana en el ciclo de vida de la próxima generación. Debido a esto, los jugadores de baloncesto casuales no van a Déjate sorprender por esta última versión de NBA 2K9, pero está destinada a satisfacer a quienes viven y respiran el baloncesto, ya que las mejoras en la inteligencia artificial y la atmósfera por sí solas seguramente harán cosquillas en el hilo interior de los fanáticos dedicados ".

### Ventas
En julio de 2009, NBA 2K9 vendió más de 2 millones de copias en todas las plataformas.